# Michael Stolz (Bildhauer)
Michael Stolz (* 1. April 1820 in Matrei am Brenner; † 16. November 1890 in Innsbruck) war ein österreichischer Bildhauer und Zeichner.

## Leben

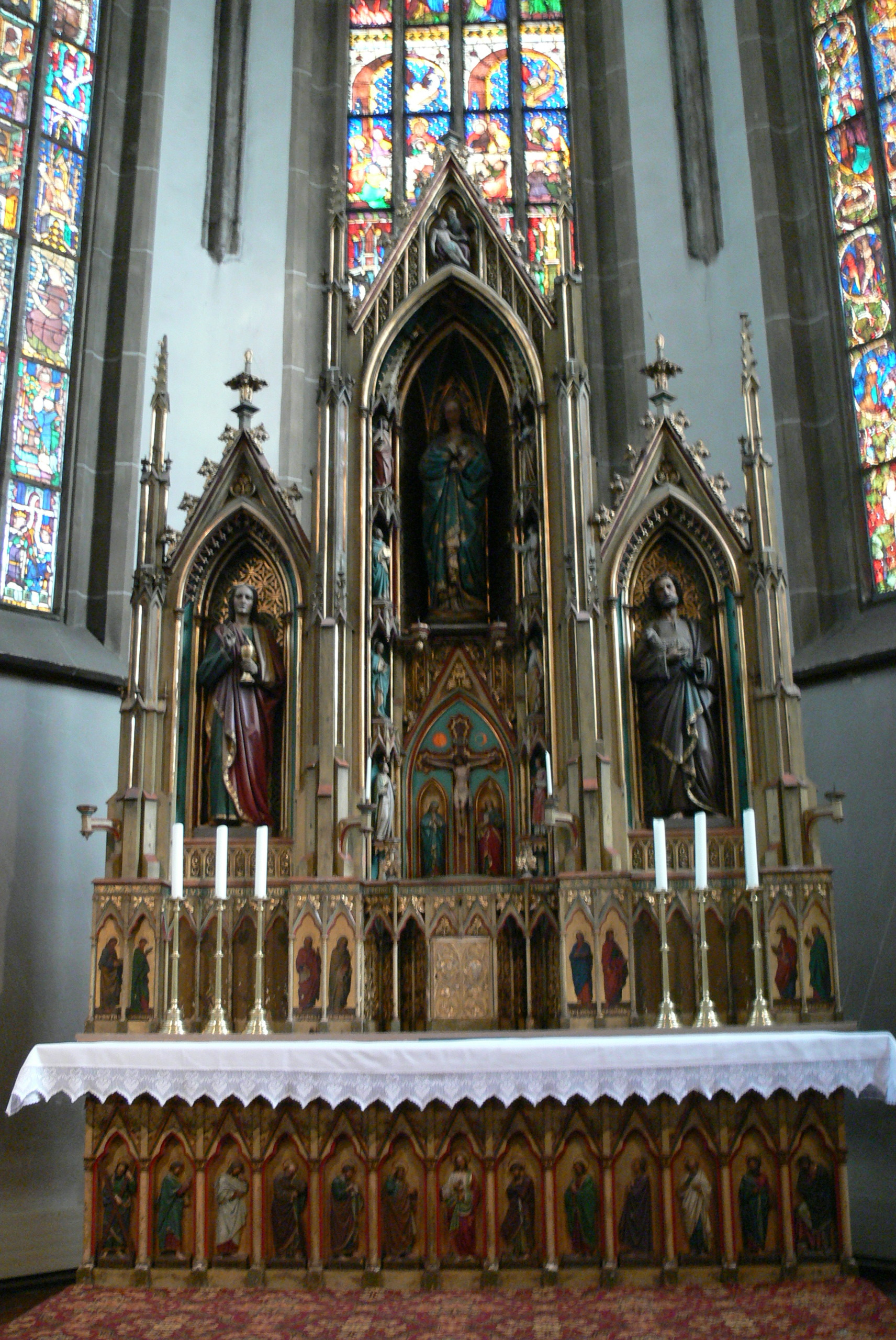
Hochaltar, Stadtpfarrkirche Wels (1856)

Stolz erhielt seine erste Ausbildung von seinem Vater, der früher als Holzschnitzer in Wien gearbeitet hatte, und lernte ab 1835 bei Franz Xaver Renn in Imst und ab 1838 bei Josef Klieber in Wien. 1839 studierte er an der Königlichen Kunstakademie München bei Ludwig von Schwanthaler und Konrad Eberhard. 1840 kehrte er nach Wien zurück, wo er sich unter dem Einfluss von Joseph von Führich und Leopold Kupelwieser vom Klassizismus der religiösen Kunst zuwandte.
1848 wurde er als Wipptaler Schütze eingezogen und nahm als Fahnenträger in der Matreier Compagnie des Hauptmanns v. Stadler am italienischen Feldzug teil. Ab 1849 betrieb er ein Atelier in Innsbruck, ab 1854 wirkte er als Zeichenlehrer an der neueröffneten Realschule, daneben zeitweise auch an der Normalschule, der Sonntagsschule für Gewerbetreibende, am Gymnasium. An der Kunstgewerbeschule in Innsbruck unterrichtete er elf Jahre lang die Fächer Zeichnen, Modellieren und Holzschnitzen. Zu seinen Schülern zählten unter anderem Dominikus Trenkwalder, Franz Defregger, Franz Xaver Pernlochner, Aloys Denoth, Josef Blaas, Alois Winkler und Andreas Huter. Stolz hatte Pläne für eine Tiroler Maler- und Bildhauerschule, die nicht verwirklicht wurden.
1855 schuf Stolz einen neuen Hochaltar für die Stadtpfarrkirche Wels, der viel Aufsehen erregte und ihm in der Folge zahlreiche Aufträge für kirchliche Werke einbrachte. 1867/68 hielt er sich mit einem Stipendium der Regierung zu Studienzwecken in Rom auf, wo er unter anderem die Nazarener Friedrich Overbeck und Gebhard Flatz traf und sich mit den Formen der Renaissance vertraut machte. 1872 reiste er nach Sachsen, Mainz, Speyer, Strassburg und Freiburg im Breisgau. Bei seinem Eintritt in den Ruhestand 1885 wurde er mit dem Ritterkreuz des Franz-Joseph-Ordens ausgezeichnet.
Seiner katholischen Weltanschauung entsprechend, war Stolz auch in der Politik und in sozialen Vereinen tätig. Er war Gründungsmitglied des Katholisch-politischen Volksvereins für Deutschtirol, Mitglied des patriotischen Landes-Hilfsvereins und Funktionär der Österreichischen Gesellschaft vom Roten Kreuz, Mitglied des Münchner Vereins für Christliche Kunst sowie Ehrenmitglied der katholischen Studentenverbindung der AV Austria Innsbruck.
Stolz schuf hauptsächlich religiöse Plastiken und Altäre im neugotischen und neuromanischen Stil sowie Mosaik- und Fensterentwürfe für die Tiroler Glasmalereianstalt. Als eines seiner Hauptwerke gilt die Renovierung, Ausmalung und Gesamtausstattung der Schlosskirche in Wechselburg in Sachsen, wozu ihn der zum Katholizismus konvertierte Carl von Schönburg beauftragt hatte. Stolz veröffentlichte auch Arbeiten zum Kunstunterricht und zum zeitgenössischen Kunstschaffen und hielt Vorträge, unter anderem an der theologischen Fakultät der Universität Innsbruck. Daneben inszenierte er Dramen und gestaltete lebende Bilder bei Festumzügen. Als Folge seiner eigenen künstlerischen Entwicklung hielt er wenig von der akademischen Ausbildung und legte stattdessen mehr Wert auf die praktische handwerkliche Tätigkeit nach mittelalterlichem Vorbild.

## Werke (Auswahl)

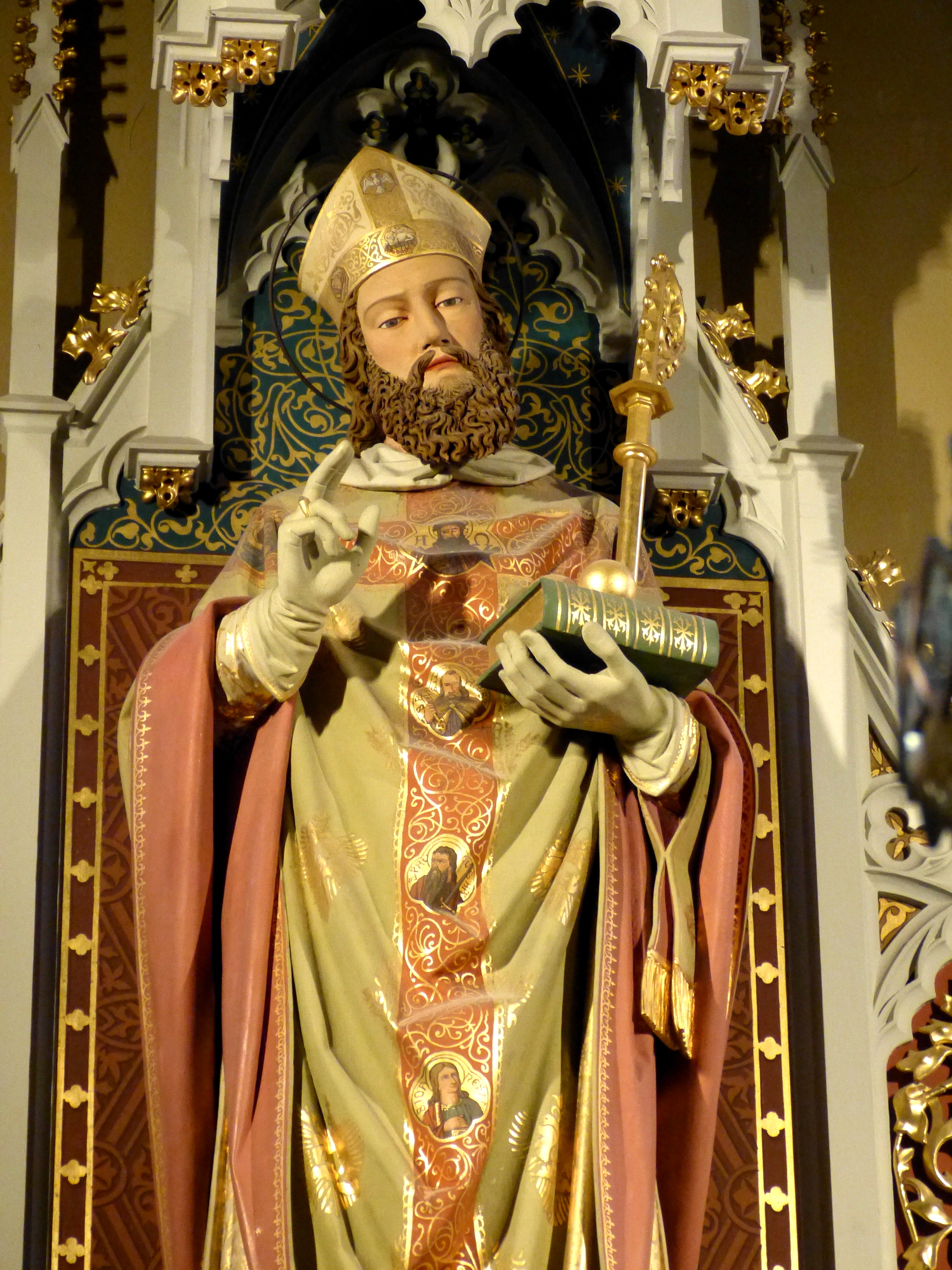
Hl. Nikolaus, Altar der Schlosskapelle Ambras (1866)

- Giebelfries Kunst und Industrie in Tirol, Tiroler Landesmuseum Ferdinandeum, um 1845 (1871 wegen schlechten Zustands entfernt)[4]
- Hochaltar, Stadtpfarrkirche Wels, 1856
- Altäre der Pfarrkirche Andelsbuch, 1862 (1974 teilweise entfernt)
- Hochaltar und Seitenaltäre, Pfarrkirche Pauli Bekehrung, St. Pauls, 1865
- Hochaltar und Seitenaltäre, Pfarrkirche Platt in Passeier, um 1865
- Altar der Kapelle im Schloss Ambras, 1866[5]
- Drei Statuen für Kirchen in Arpino (Latium), um 1867/1868
- Umgestaltung der Pfarrkirche Axams, 1871–1879[6]
- Renovierung und Ausmalung der Schlosskirche Wechselburg, 1871–1884 (nach 1945 entfernt)
- Entwurf der Deckenmalereien, Klosterkirche zur Ewigen Anbetung, Innsbruck, 1879–1880[7]
- Entwurf der Mosaiken von Evangelisten und Propheten an der Eingangsfassade, Pfarrkirche St. Nikolaus, Innsbruck, um 1885[8]